# Sentinel Beast
Sentinel Beast ist eine US-amerikanische Thrash-Metal-Band aus Sacramento, Kalifornien, die im Jahr 1984 gegründet wurde, sich im Jahr 1987 wieder trennte und 2007 erneut vereinte.

## Geschichte
Die Band wurde im Jahr 1984 von Debbie Gunn (Gesang), Michael Spencer (E-Bass) und Scott Awes (Schlagzeug) gegründet. Die E-Gitarren besetzten Greg Williams und Jerry Fraiser, welche später durch Barry Fischel und Mark Koyasako ersetzt wurden. Im selben Jahr veröffentlichte die Band ihr erstes Demo namens Kill the Witch. Im Folgejahr veröffentlichte die Band mit Depths of Death und Demo 3 zwei weitere Demos. Daraufhin entdeckten Kerry King (Slayer) und Kenny Powell (Omen) die Band. Dadurch konnte die Band ihr Debütalbum Depths of Death im Jahr 1986 aufnehmen und im selben Jahr über Metal Blade Records (USA) und Roadrunner Records (Niederlande) veröffentlichen. Die Band eröffnete Konzerte für andere Bands wie Slayer, Exodus, Megadeth, Mercyful Fate, King Diamond und Motörhead. Die Band zerbrach, als Michael Spencer die Band im Jahr 1987 verließ. Spencer trat Flotsam and Jetsam bei, um Jason Newsted zu ersetzen, welcher nun bei Metallica spielte. Debbie Gunn trat kurze Zeit später Znöwhite bei.
2007 wurde die Band neu gegründet, mit Originalsängerin Debbie Gunn. Im Jahr 2008 hielt die Band ihre erste Tour durch Europa und eröffnete Konzerte für die Band Omen. Nach einigen Wechseln in der Besetzung, bestand die Band nun neben Debbie Gunn aus den Gitarristen Dana Lindstrom und Ken Korpi, Bassist Steve Oliver und Schlagzeuger Mark Varian. Im Jahr 2011 wurden Lindstrom durch Gitarrist Jake Nunn ersetzt.

## Stil
Die Band spielt klassischen Thrash-Metal der 1980er Jahre. Besonders charakteristisch ist dabei der für eine Frau recht tiefe Gesang von Sängerin Gunn.

## Diskografie
- 1984: Kill the Witch (Demo, Eigenveröffentlichung)
- 1985: Depths of Death (Demo, Eigenveröffentlichung)
- 1985: Demo 3 (Demo, Eigenveröffentlichung)
- 1986: Depths of Death (Album, Roadrunner Records (Niederlande), Metal Blade Records (USA))
- 1987: Demo (Demo, Eigenveröffentlichung)
- 2010: Up from the Ashes (Kompilation, Stormspell Records)